# 2011년 작센안할트 주의회 선거
2011년 3월 20일 작센안할트 주의회 선거가 실시됐다. 기민련이 32.5 %를 획득해 38석을 획득해 제 1당이 됐다. 좌파당은 23.7 % 득표에 27석, 사민당은 21.5 % 25석, 녹색당은 7.1% 8석을 각각 획득했다. 자민당과 국가민주당은 5 % 이하 득표로 원내진출에 실패했다.

## 선거 결과
2011년 주의회 선거 결과는 다음과 같다.
| 정당        | 득표    | 득표율 | 의석 |
| ----------- | ------- | ------ | ---- |
| 기민련      | 322,897 | 32.5 % | 38   |
| 좌파당      | 234,917 | 23.6 % | 28   |
| 사민당      | 213,586 | 21.5 % | 25   |
| 녹색당      | 70,906  | 7.1 %  | 8    |
| 자유민주당  | 38,172  | 3.9 %  | -    |
| 국가민주당  | 45,697  | 4.6 %  | -    |
| 자유 유권자 | 28,181  | 2.8 %  | -    |
| 동물보호당  | 15,727  | 1.6 %  | -    |
| 해적당      | 13,809  | 1.4 %  | -    |
| 기타        | 9,283   | 0.9 %  | -    |

투표율은 다음과 같다.
|        | 수        | 비율   |
| ------ | --------- | ------ |
| 유권자 | 1,988,290 |        |
| 투표   | 1,017,24  | 51.2 % |
| 무효표 | 24,069    | 2.4 %  |
| 유효표 | 993,175   | 97.6 % |

## 선거 분석
이번 선거결과의 특징은 기민련의 제1당 유지, 좌파당의 제2당 유지, 녹색당의 원내진출, 극우정당인 민족민주당의 원내진출 실패, 그리고 2006년에 비해 높은 투표율로 요약된다.
후쿠시마 원전 사고가 선거 결과에 많은 영향을 미쳤다. 원자력 발전소 찬성론자인 기민련과 자민당이 각각 3 %의 득표율 감소를 보였고, 오래전부터 원전의 폐쇄를 주장해온 녹색당은 7.1 % 득표 13년 만에 원내진출에 성공할 수 있었다. 선거전에 언론에서는 동독지역에 원자력 발전소가 없다는 점을 들어 원전사고의 영향이 적을 것이라 예상했으나, 실제 결과에는 큰 영향을 준것으로 나타났다.
민족민주당은 4.7 % 득표로 근소한 표차로 원내 진출에 실패했다. 극우정당 전문가에 따른면 이번에 민족민주당이 원내 진출 실패한 것은 높아진 투표율때문이라고 한다. 작센안할트주의 잠재적 국가민주당 지지자들이 4만명 정도되는 것으로 분석하고 있다(선거에서는 4만 5천표 득표). 지난 선거처럼 득표율이 44 % 정도에 머물렀거나 떨어졌다면 국가민주당이 6~7 %를 득표할 수 있는 상황이었다. 주지사 후보가 작센 주 국가민주당 원내교섭단체 아펠 홀거의 인터넷포럼에서 "융커 외르크"라는 이름으로 좌파당 여성정치인에 대한 테러주장과 "20개 기차역에 20개 폭탄을 설치하자"는 주장을 올리고, 히틀러의 자서전 «나의 투쟁» 오디오북을 인터넷에 퍼트린 혐의로 검찰의 조사를 받은 소위 "융커 외르크" 스켄들에도 불구하고 상당히 많은 득표를 한 것으로 나타났다.

## 선거전 상황
2006년 작센안할트 주의회 선거이후 볼프강 뵈머(기민련)를 주지사로한 기민련-사민당 연정이 집권하고 있다. 2002년부터 주지사를 역임하고 있는 뵈머는 선거를 앞두고 나이(75세)를 이유로 주지사 재출마를 않겠다고 발표했다. 기민련 주당대회는 경제부 장관인 라이너 하젤로프를 주지사 후보로 선출했다.
기민련과 사민당외에 현 2당인 좌파당과 자민당이 의석을 가지고 있다. 1998년부터 녹색당은 주의회 선거에서 5% 봉쇄조항을 넘지 못하고 있으나, 2009년 유럽의회 선거와 연방하원 선거에서 작센안할트주 득표율이 5%를 넘겨 주의회 재진출의 가능성이 높은 상황이다.

## 정당
선거에 참여하고 있는 정당은 다음과 같다.
| 정당                          | 약칭             | 2006년 득표 | 주지사 후보                      | 당원수 |
| ----------------------------- | ---------------- | ----------- | -------------------------------- | ------ |
| 기민련                        | CDU              | 362 %       | 라이너 하젤로프(Reiner Haseloff) | 8.370  |
| 좌파당                        | DIE LINKE        | 241 %       | 불프 갈러트                      | 5.427  |
| 사민당                        | SPD              | 214 %       | 옌스 불러얀(Jens Bullerjahn)     | 4.165  |
| 자민당                        | FDP              | 67 %        | Veit Wolpert                     | 1.920  |
| 녹색당                        | GRÜNE            | 36 %        | Claudia Dalbert                  | 600    |
| 자유 유권자                   | FREIE WÄHLER     | -           | Frank Stolzenberg                | 6.000  |
| 독일 공산당                   | KPD              | (*)         | Siegfried Kutschick              | 50     |
| 독일 마르크스-레닌주의당      | MLPD             | 5 %         | Monika Kuske                     |        |
| 독일 국가민주당               | NPD              | -           | Matthias Heyder                  | 260    |
| 생태민주당                    | ödp              | (**)        | Jens Rehmann                     | 64     |
| 인간 환경 동물보호당          | Tierschutzpartei | (**)        | Josef Fassl                      | 97     |
| 독일 해적당                   | PIRATEN          | -           | Alexander Magnus                 | 200    |
| 국민투표를 위한 사라진주의 당 | SPV              | -           | Manfred Kriesel                  | 81     |

(*) 독일공산당(DKP)/독일공산당(KPD) 공동명부로 0.1% 득표

(**) 회색 팬더/생태민주당/동물보호당 공동명부로 0.8% 득표
주의회에 의석이 있거나, 주 출신 연방하원 의원이 있는 정당을 제외한 정당이 선거에 참여하기 위해서는 2011년 1월 말까지 1000명의 지지 서명을 제출해야 한다. "시민권 동맹"은 서명을 받는데 실패했고. 독일공산당(DKP)와 공화당은 서명은 제출했으나 최종적 후보등록을 하지 않았다.

## 선거제도
작센안할트 주의회 선거제도는 연방하원 선거제도와 유사하다. 유권자는 2표를 행사하며, 1표는 지역구 후보에, 1표는 주 정당명부에 투표한다. 5% 봉쇄조항이 있어, 정당명부투표에서 5%이상 득표한 정당만이 의석을 배정받는다.
의원정수는 91명으로, 이중 지역구 의석은 45개이다. 정당명부투표에 의한 정당의석보다 지역구 당선자가 많은 경우 초과의석으로 인정해 의원정수를 늘린다. 이때 손해를 보는 정당이 있는 경우 보정의석을 배정한다.

## 여론조사
여론조사 추이를 살펴보면 사민당과 좌파당의 득표율에 따라 기민련-사민당간의 대연정이나 적적연정(사민-좌파연정)이 구성될 것으로 예상된다. 좌파당이 사민당을 앞설 경우 튀링겐 주에서 사민당이 연정파트너로 기민련을 선택한 바있어, 대연정이 구성될 가능성이 있다. 사민당이 좌파당보다 앞설 경우 적적연정(사민-좌파연정)이 가능하다.
자민당, 녹색당, 그리고 독일 국가민주당이 원내에 진출할 수 있을지도 관심거리다.
| 조사기관                | 조사일     | 기민련 | 좌파당 | 사민당 | 자민당 | 녹색당 | 국가민주당 | 기타 |
| ----------------------- | ---------- | ------ | ------ | ------ | ------ | ------ | ---------- | ---- |
| Forschungsgruppe Wahlen | 11.03.2011 | 32 %   | 24 %   | 24 %   | 05 %   | 05 %   | 05 %       | 05 % |
| Infratest dimap         | 10.03.2011 | 33 %   | 25 %   | 24 %   | 04,5 % | 05,5 % | 05 %       | 03 % |
| Emnid                   | 20.02.2011 | 31 %   | 27 %   | 22 %   | 05 %   | 07 %   | 05 %       | 03 % |
| Infratest dimap         | 17.02.2011 | 32 %   | 26 %   | 23 %   | 05 %   | 07 %   | 04 %       | 03 % |
| Infratest dimap         | 20.01.2011 | 32 %   | 28 %   | 22 %   | 04 %   | 08 %   | 03 %       | 03 % |
| Infratest dimap         | 23.09.2010 | 30 %   | 30 %   | 21 %   | 05 %   | 09 %   | –          | 05 % |
| Emnid                   | 25.08.2010 | 30 %   | 27 %   | 22 %   | 05 %   | 07 %   | 4 %        | 05 % |
| Infratest dimap         | 17.03.2010 | 34 %   | 29 %   | 20 %   | 08 %   | 05 %   | –          | 04 % |